# Stroblophila aberrans
Stroblophila aberrans är en tvåvingeart som först beskrevs av Jean-Jacques Kieffer 1901.  Stroblophila aberrans ingår i släktet Stroblophila och familjen gallmyggor.
Artens utbredningsområde är Österrike. Inga underarter finns listade i Catalogue of Life.